# Trichomasthus stigma
Trichomasthus stigma är en stekelart som först beskrevs av Walker 1847.  Trichomasthus stigma ingår i släktet Trichomasthus och familjen sköldlussteklar. Inga underarter finns listade i Catalogue of Life.